# 李本荣
李本荣，浙江人，是一名清朝政治人物。举人出身。
李本荣曾于1857年接替张元揆任嘉定县知县一职，1858年由周沐润接任。